# Мљетска флотила морнарице НОВЈ
Мљетска флотила морнарице НОВЈ је била партизанска формација Морнарице НОВЈ у саставу Народноослободилачке војске Југославије током Другог светског рата у Југославији.

## Историјат
Формирана је октобра 1943; у свом саставу имала је 2 патролна чамца – Лапад (раније моторни бродић за превоз путника) и Вјекослава (моторни леут), који су заплењени од непријатеља на острву Шипану. Још у септембру 1943. на Мљету су наоружана 2 моторна брода који су одржавали везу, превозили борце и народ и патролирали око острва. Патролни чамци Флотиле били су наоружани тешким митраљезима, док су посаде имале лично наоружање (пушке и ручне бомбе). Флотила је базирала у Полачама и Соври. Успостављањем V поморског обалског сектора (ПОС) Мљетска флотила је ушла у његов састав и извршавала следеће задатке: извиђачку и патролну службу око острва Мљета и у Мљетском каналу, нападала је на непријатељски поморски саобраћај, спречавала непријатељско искрцавање (у садејству са обалским батеријама на Мљету), одржавала везу и превозила борце, рањенике, збег и ратни материјал. Током извршавања тих задатака патролни чамац Лапад је 17. октобра 1943. напао код острва Олипе два непријатељева моторна једрењака, али се морао повући јер је на њега отворена ватра са копна. У децембру исте године немачки авиони потопили су ПЧ Вјекослав. После немачког искртавања на Корчулу, наше јединице су се 1. јануара 1944. повукле са Мљета на Вис, па је Мљетска флотила расформирана а ПЧ Лапад ушао у састав Помоћне флотиле IV ПОС.